# Campeonato Europeo de Piragüismo en Eslalon de 2005
El VI Campeonato Europeo de Piragüismo en Eslalon se celebró en Liubliana (Eslovenia) entre el 23 y el 26 de junio de 2005 bajo la organización de la Asociación Europea de Piragüismo (ECA) y la Federación Eslovena de Piragüismo.
Las competiciones se desarrollaron en el Canal de Piragüismo en Eslalon de Tacen, ubicado sobre el río Sava, al noroeste de la capital eslovena.

## Medallistas

### Masculino
| Evento         | Oro | Plata | Bronce |
| -------------- | --- | --- | --- |
| K1 individual  | Helmut Oblinger · Austria · 187,39 pts.                                                                                         | Peter Kauzer Eslovenia 188,25 pts.                                                                             | Erik Pfannmöller · Alemania · 188,86 pts.                                                                         |
| C1 individual  | Stefan Pfannmöller · Alemania · 200,55                                                                                          | Alexander Slafkovský · Eslovaquia · 201,32                                                                     | Stuart McIntosh Reino Unido 201,74                                                                                |
| C2 individual  | Jaroslav Volf · Ondřej Štěpánek · República Checa · 211,60                                                                      | Marek Jiras · Tomáš Máder · República Checa · 212,82                                                           | Ladislav Škantár · Peter Škantár · Eslovaquia · 213,08                                                            |
| K1 por equipos | Andrej Nolimal Peter Kauzer Dejan Kralj Eslovenia 207,75                                                                        | Erik Pfannmöller · Fabian Dörfler · Alexander Grimm · Alemania · 211,86                                        | Pierpaolo Ferrazzi · Stefano Cipressi · Daniele Molmenti · Italia · 213,75                                        |
| C1 por equipos | Juraj Minčík · Michal Martikán · Alexander Slafkovský · Eslovaquia · 227,33                                                     | Nico Bettge · Jan Benzien · Stefan Pfannmöller · Alemania · 227,57                                             | Jan Mašek · Stanislav Ježek · Tomáš Indruch · República Checa · 230,12                                            |
| C2 por equipos | Eslovaquia · Pavol Hochschorner / Peter Hochschorner · Milan Kubáň / Marián Olejník · Ladislav Škantár / Peter Škantár · 241,69 | Alemania · Kay Simon / Robby Simon · Marcus Becker / Stefan Henze · Christian Bahmann / Michael Senft · 241,91 | Francia Philippe Quémerais / Yann Le Pennec Christophe Luquet / Pierre Luquet Martin Braud / Cédric Forgit 247,83 |

### Femenino
| Evento         | Oro                                                                      | Plata                                                              | Bronce                                                                      |
| -------------- | ------------------------------------------------------------------------ | ------------------------------------------------------------------ | --------------------------------------------------------------------------- |
| K1 individual  | Mandy Planert · Alemania · 216,01 pts.                                   | Štěpánka Hilgertová · República Checa · 216,32 pts.                | Irena Pavelková · República Checa · 219,08 pts.                             |
| K1 por equipos | Gabriela Zamišková · Jana Dukátová · Elena Kaliská · Eslovaquia · 253,49 | Claudia Bär · Mandy Planert · Heike Frauenrath · Alemania · 263,61 | Julia Schmid · Violetta Oblinger-Peters · Corinna Kuhnle · Austria · 288,47 |

## Medallero
| Núm. | País            | Oro | Plata | Bronce | Total |
| ---- | --------------- | --- | ----- | ------ | ----- |
| 1    | Eslovaquia      | 3   | 1     | 1      | 5     |
| 2    | Alemania        | 2   | 4     | 1      | 7     |
| 3    | República Checa | 1   | 2     | 2      | 5     |
| 4    | Eslovenia       | 1   | 1     | 0      | 2     |
| 5    | Austria         | 1   | 0     | 1      | 2     |
| 6    | Francia         | 0   | 0     | 1      | 1     |
| 6    | Italia          | 0   | 0     | 1      | 1     |
| 6    | Reino Unido     | 0   | 0     | 1      | 1     |
|      | TOTAL           | 8   | 8     | 8      | 24    |